# MXGP
|  | Aquest article tracta sobre la categoria reina del mundial de motocròs. Si cerqueu l'article sobre el mundial de motocròs, vegeu «Campionat del Món de motocròs». |

MXGP és una de les dues categories (o classes) en què es disputa el Campionat del Món de motocròs. Juntament amb dues més (MX2 i MX3), fou introduïda per la FIM el 2004 amb el nom de MX1 i venia a substituir la històrica categoria dels 250cc, anomenada Motocross GP el 2003. La temporada del 2014, la categoria MX1 es reanomenà com a MXGP i, de passada, es discontinuà definitivament la categoria MX3.
Aquesta és actualment la categoria amb més prestigi dins el motocròs, ja que hi competeixen els millors pilots i, per tant, obté més impacte mediàtic. Entre altres estrelles d'aquest esport, Stefan Everts, Joël Smets o Antonio Cairoli han competit en MXGP (o MX1). És habitual que els pilots destacats de la categoria MX2, més lleugera, passin a MXGP després d'alguns anys de pràctica en l'anterior. MX és l'acrònim anglès de Moto Cross.

## Reglament
La categoria MXGP admet motocicletes equipades amb un motor de dos temps fins a 250 cc o bé un motor de quatre temps fins a 450 cc. Els participants han de tenir una edat mínima de 16 anys.
Les plaques porta-números de la motocicleta han de ser blanques amb els números negres. Com a excepció comuna a totes les categories, el Campió del Món vigent porta les plaques de color vermell amb números blancs al primer Gran Premi de la temporada. Aquesta norma s'aplica també al líder del Campionat en cada Gran Premi.

## Grans Premis

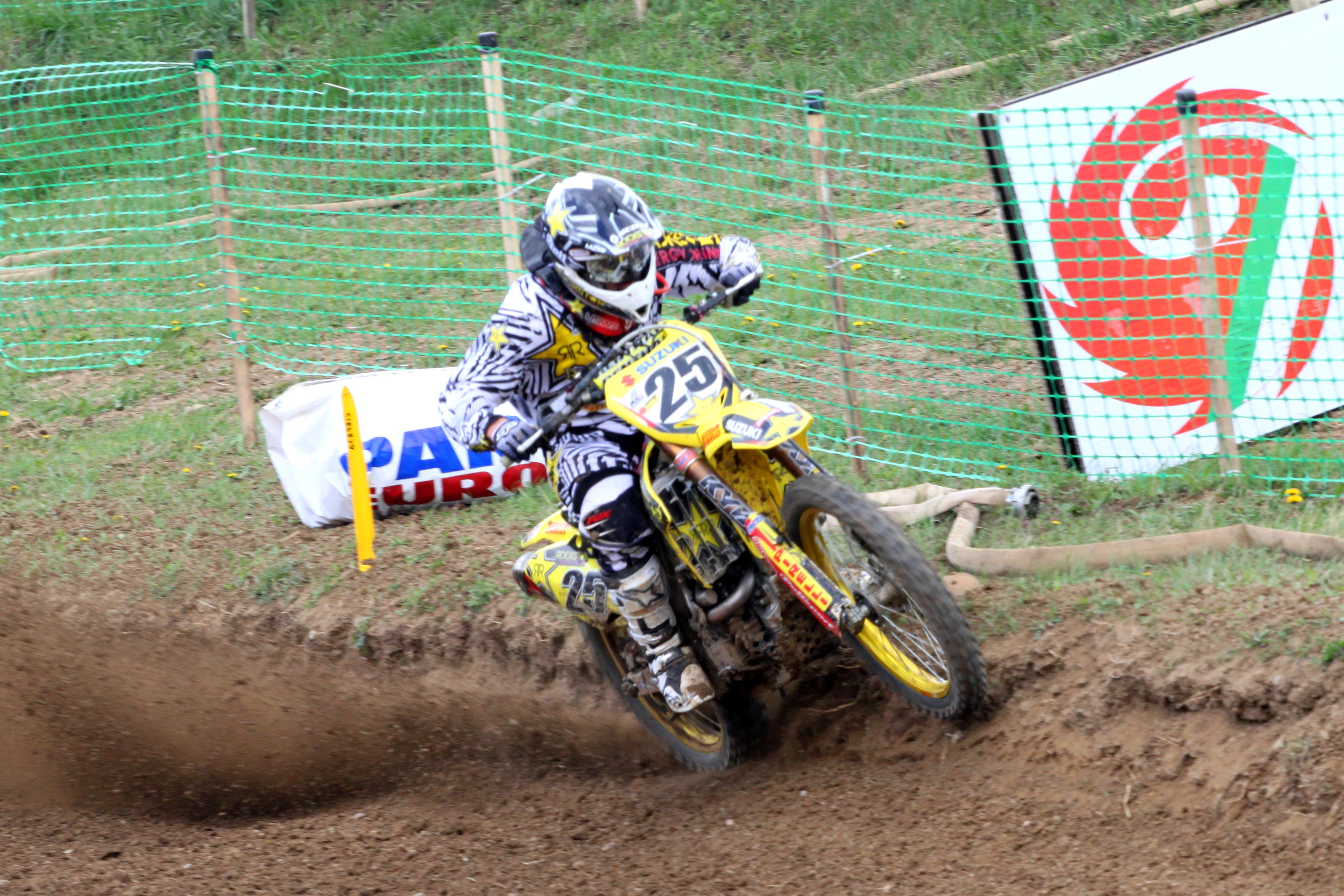
Clément Desalle en una de les mànegues de MX1 del GP de Bulgària de 2011

La reformulació de les tres classes històriques del mundial que s'aplicà el 2004 va provocar canvis també en l'estructura dels Grans Premis. Des de la dècada del 1990, la situació inicial havia anat variant i s'havia passat dels primers Grans Premis especialitzats en cilindrades (cadascun se centrava en una de les tres, 125, 250 o 500cc), als darrers Grans Premis "triples", on el mateix dia s'hi corrien les mànegues de totes tres cilindrades. Amb l'entrada en vigor de les noves classes, als Grans Premis s'hi van passar a córrer dues mànegues de les dues principals (MX1 i MX2) el mateix dia, mentre que l'altra, MX3, restà segregada i passà a tenir el seu propi calendari, amb Grans Premis específics en dates i circuits diferents.
Del 2011 al 2013, dins els Grans Premis de MX3 s'hi celebraven també, com a complement, les curses del Campionat del Món femení, anomenat WMX. Quan aquella categoria fou discontinuada, s'aprofità per a potenciar el mundial femení i les seves curses es tornaren a incorporar als Grans Premis de MXGP i MX2 (dels quals, d'altra banda, ja havien format part durant el període 2005-2010). Actualment, tots els Grans Premis de motocròs programen dues mànegues de MXGP i dues de MX2, i només alguns en programen dues més de WMX.

### Principals Grans Premis de MX1 i MX2
Els principals Grans Premis de MX1 i MX2 que se celebraren durant l'etapa en què la categoria reina s'anomenava "MX1" varen ser aquests:
| - GP d'Alemanya de MX1 i MX2 (2004-2013) - GP de Bèlgica de MX1 i MX2 (2004-2013) - GP del Benelux de MX1 i MX2 (2004-2012) - GP del Brasil de MX1 i MX2 (2009-2013) - GP de Bulgària de MX1 i MX2 (2004-2013) | - GP d'Espanya de MX1 i MX2 (2004-2011) - GP d'Europa de MX1 i MX2 (2004-2011) - GP de França de MX1 i MX2 (2004-2013) - GP de Gran Bretanya de MX1 i MX2 (2004-2013) - GP d'Itàlia de MX1 i MX2 (2004-2013) | - GP de Letònia de MX1 i MX2 (2009-2013) - GP dels Països Baixos de MX1 i MX2 (2004-2013) - GP de Portugal de MX1 i MX2 (2004-2013) - GP de Suècia de MX1 i MX2 (2004-2013) - GP de la República Txeca de MX1 i MX2 (2004-2013) |

## Llista de campions del món
A 21 de novembre de 2024
| I    | 2004 | Stefan Everts      | Yamaha  |  |  |  |  |
| II   | 2005 | Stefan Everts      | Yamaha  |  |  |  |  |
| III  | 2006 | Stefan Everts      | Yamaha  |  |  |  |  |
| IV   | 2007 | Steve Ramon        | Suzuki  |  |  |  |  |
| V    | 2008 | David Philippaerts | Yamaha  |  |  |  |  |
| VI   | 2009 | Antonio Cairoli    | Yamaha  |  |  |  |  |
| VII  | 2010 | Antonio Cairoli    | KTM     |  |  |  |  |
| VIII | 2011 | Antonio Cairoli    | KTM     |  |  |  |  |
| IX   | 2012 | Antonio Cairoli    | KTM     |  |  |  |  |
| X    | 2013 | Antonio Cairoli    | KTM     |  |  |  |  |
|      |      |                    |         |  |  |  |  |
| I    | 2014 | Antonio Cairoli    | KTM     |  |  |  |  |
| II   | 2015 | Romain Febvre      | Yamaha  |  |  |  |  |
| III  | 2016 | Tim Gajser         | Honda   |  |  |  |  |
| IV   | 2017 | Antonio Cairoli    | KTM     |  |  |  |  |
| V    | 2018 | Jeffrey Herlings   | KTM     |  |  |  |  |
| VI   | 2019 | Tim Gajser         | Honda   |  |  |  |  |
| VII  | 2020 | Tim Gajser         | Honda   |  |  |  |  |
| VIII | 2021 | Jeffrey Herlings   | KTM     |  |  |  |  |
| IX   | 2022 | Tim Gajser         | Honda   |  |  |  |  |
| X    | 2023 | Jorge Prado        | Gas Gas |  |  |  |  |
| XI   | 2024 | Jorge Prado        | Gas Gas |  |  |  |  |

1. ↑  Primera edició com a MXGP.

## Estadístiques
S'han considerat tots resultats de la categoria, tant quan es coneixia com a MX1 com després, com a MXGP (és a dir, a partir del 2004 fins a l'actualitat).

### Campions múltiples
| Pilot            | Títols |
| ---------------- | ------ |
| Antonio Cairoli  | 7      |
| Tim Gajser       | 4      |
| Stefan Everts    | 3      |
| Jeffrey Herlings | 2      |
| Jorge Prado      | 2      |

### Títols per nacionalitat
| País          | Total |
| ------------- | ----- |
| Itàlia        | 8     |
| Bèlgica       | 4     |
| Eslovènia     | 4     |
| Països Baixos | 2     |
| Espanya       | 2     |
| França        | 1     |
| Total         | 21    |

### Títols per marca
| Marca   | Títols |
| ------- | ------ |
| KTM     | 8      |
| Yamaha  | 6      |
| Honda   | 4      |
| Gas Gas | 2      |
| Suzuki  | 1      |
| Total   | 21     |

1. ↑  S'ha comptabilitzat la marca de la motocicleta amb què el campió del món guanyà el títol aquell any.